# Masakra w Wilnie w 1861 roku

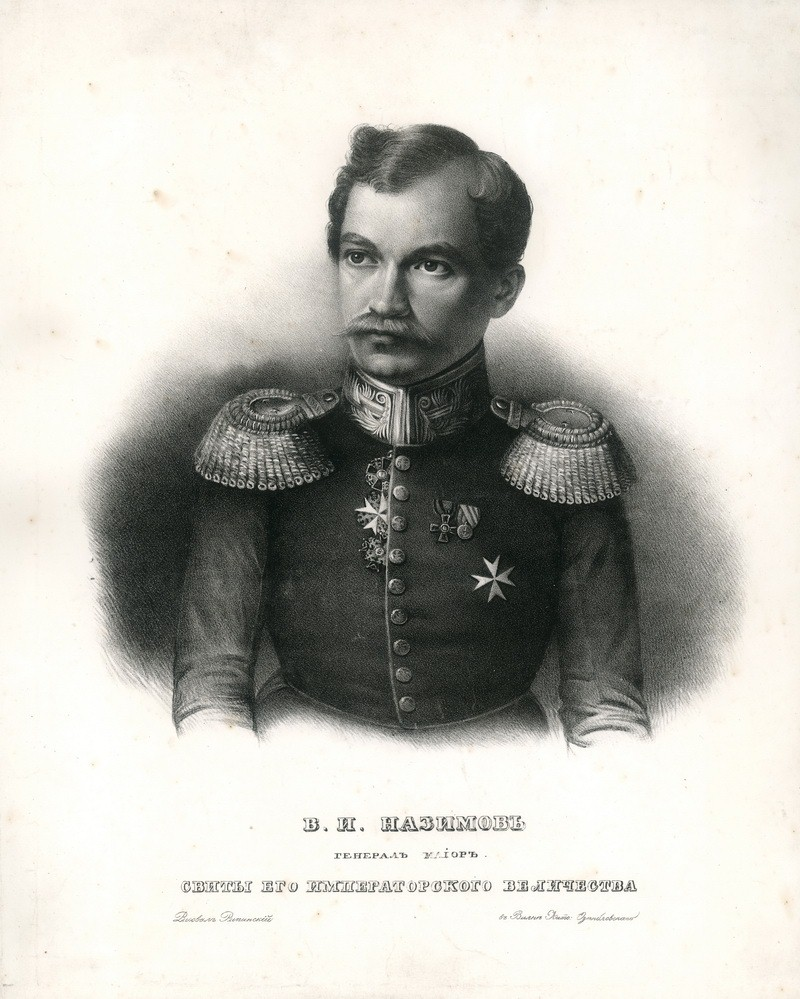
Generał-gubernator wileński Władimir Iwanowicz Nazimow, litografia Karola Rypińskiego z XIX wieku

Masakra w Wilnie w 1861 roku – demonstracja patriotyczna ludności Wilna, krwawo stłumiona przez władze rosyjskie 6 sierpnia/18 sierpnia 1861 roku.
Wydarzenia te były częścią fali manifestacji patriotycznych, jakie objęły terytorium Królestwa Kongresowego i ziem zabranych w 1861 roku i poprzedziły wybuch powstania styczniowego w 1863 roku.
18 sierpnia 1861 roku na nabożeństwo w Ostrej Bramie w Wilnie zebrał się olbrzymi tłum mieszkańców miasta, który oczekiwał na spotkanie z rzekomą procesją, która miała zdążać z Warszawy. Źródła tych pogłosek nie udało się ustalić, a nie można nawet wykluczyć prowokacji policyjnej. Po zakończeniu modłów tłum odśpiewał pieśń Boże, coś Polskę i wyszedł na spotkanie nadchodzącej rzekomo procesji z Królestwa.
15. tysięczny tłum zebrał się na Pohulance w pobliżu mogiły Szymona Konarskiego. Natknął się jednak na kolumnę wojsk rosyjskich a policmajster wileński Piotr Wasiljew głośno wołał, że wyjście z miasta jest zabronione. W rosyjskiej wersji wydarzeń tłum z okrzykiem hura rzucił się na ustawioną w poprzek ulicy piechotę. Manifestanci mieli chwycić za bagnety, rzucać kamienie i operować drągami z rozebranego płotu. W relacji agenta Hotel Lambert dominuje przekaz o rosyjskiej prowokacji. W odpowiedzi na zakaz wyjścia poza rogatki tłum miał zacząć gwizdać i wyśmiewać policmajstra. Wasiljew miał wziąć nahajkę i uderzyć w twarz stojącą najbliżej kobietę. Było to hasłem do szarży kozaków na demonstrantów. Kozacy przypuścili szarżę na pierwszy szereg manifestantów, którzy klęcząc zaczęli śpiewać Boże coś Polskę. Tratując ich po głowach uderzyli na dalsze szeregi. Gdy śpiew nie ustawał piechota rzuciła się z bagnetami na klęczących mordując ich. Według tego świadectwa kozacy po kilku razem uderzali na jednego bezbronnego. jednym pruto wnętrzności pikami, innych traktowano kopytami końskimi, innym nareszcie rozbijano głowy. Kilkuset rzemieślników próbowało stawić opór kozakom, ciskając w nich wyrwany bruk. Niektórzy umiarkowani działacze ziemiańscy próbowali przekonać uczestników manifestacji, by rozeszli się do domu. Znaczna jednak część tłumu udała się na ulicę Dominikańską pod pałac generał-gubernatora wileńskiego Władimira Iwanowicza Nazimowa. Przy Zaułku Św. Ignacego doszło do nowego starcia, kilkanaście osób zostało rannych. Nie będąc jednak w stanie dostać się do siedziby Nazimowa manifestanci cofnęli się do Ostrej Bramy, gdzie odbyło się nabożeństwo.
Po tych wypadkach delegacja szlachty z marszałkiem Aleksandrem Domeyką na czele udała się do Nazimowa z prośbą o wydanie miastu zabitych, jednak została odprawiona z niczym. Wszystkie rogatki Wilna zostały obstawione, przejście przez Zielony Most zostało zamknięte. W mieście we dnie i noce trwały aresztowania.
Po demonstracji wileńskiej Nazimow ogłosił 22 sierpnia 1861 roku stan wojenny w guberniach: wileńskiej, grodzieńskiej i kowieńskiej.